# 310
Період тетрархії у Римській імперії. У Китаї править династія Західна Цзінь, в Японії триває період Ямато. У Персії править династія Сассанідів.
На території лісостепової України Черняхівська культура. У Північному Причорномор'ї готи й сармати.

## Події
- Колишній імператор Максиміан вчинив вимушене самогубство після поразки від військ Костянтина I.
- Цезар Східної Римської імперії Максиміан II Дая проголосив себе августом, через що легітимному августу Галерію довелося надати йому та західному цезарю Костянтину титул «синів Августа» (лат. filii Augustorum).
- Розпочинається будівництво Базиліки Костянтина в Трірі.
- Костянтин Великий започаткував нову золоту монету солідус, яку продовжували карбувати у Візантійській імперії з незмінним вмістом золота упродовж багатьох століть.
- Євсевій стає 31-м папою римським. (можливо, що це сталося на рік раніше)

## Народились
- Святий Епіфаній (приблизна дата)
- Ульфіла

## Померли
- Максиміан